# Ziemia jałowa
Ziemia jałowa (ang. The Waste Land) – poemat T.S. Eliota. Pierwodruk w październiku 1922 roku w londyńskim piśmie The Criterion, kolejna publikacja w listopadowym numerze nowojorskiego pisma The Dial, a później w postaci książkowej.

## Dedykacja

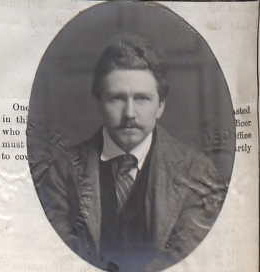
Ezra Pound w 1919, czyli w czasie bliskiej znajomości z T.S. Eliotem

Utwór został zadedykowany Ezrze Poundowi, który czytał dzieło na etapie jego powstawania i sugerował autorowi liczne poprawki. To właśnie za jego radą Eliot skrócił pierwotny tekst niemal o połowę. Pominięte w ostatecznej redakcji fragmenty poeta wykorzystał w innych utworach, między innymi w poemacie Próżni ludzie.

## Charakterystyka ogólna
Poemat, liczący 433 wersy, dzieli się na pięć części: The Burial of the Dead, A Game of Chess, The Fire Sermon, Death by Water i What the Thunder Said. W przekładzie Krzysztofa Boczkowskiego nazywają się one: Grzebanie zmarłych, Partia szachów, Kazanie  o  ogniu, Śmierć przez wodę i Co oznajmił grom. W wydaniu książkowym Eliot zamieścił przypisy, w których częściowo wyliczył autorów i dzieła, do których nawiązywał w poszczególnych partiach poematu. W szczególności podkreślił rolę inspiracji książką Jessie L. Weston From Ritual to Romance, traktującą o poszukiwaniu świętego Graala. Odesłał też do monografii Jamesa George’a Frazera, Złota gałąź.

## Forma
Utwór jest napisany częściowo wierszem wolnym, a częściowo wierszem białym (blank verse). Niektóre jego partie wyróżniają się budową wersyfikacyjną na tle całości. Dwuzwrotkowa pieśń z części trzeciej, rozpoczynająca się od słów The river sweats, jest napisana wierszem tonicznym dwuakcentowym.

## Treść

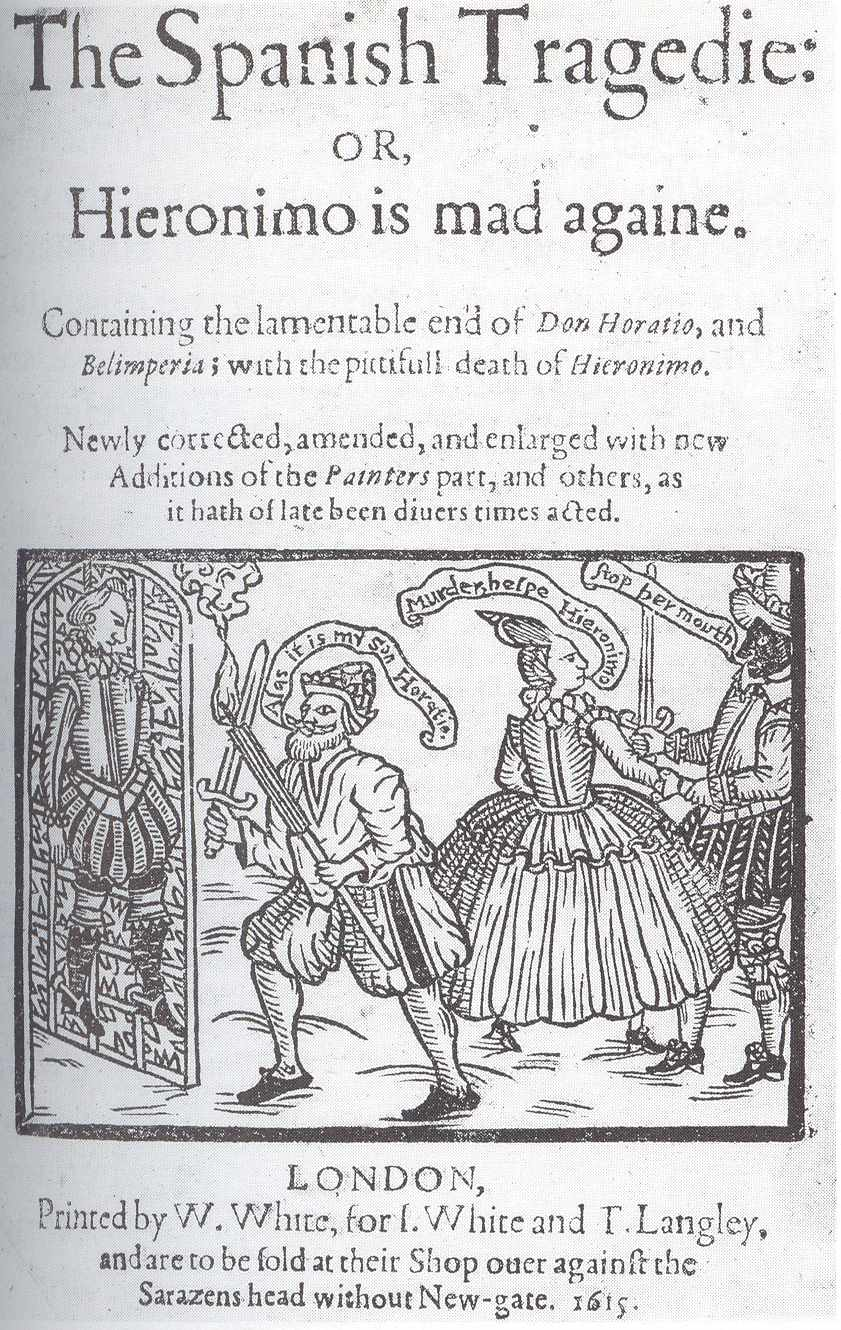
Podtytuł Tragedii hiszpańskiej Thomasa Kyda Eliot wykorzystał w puencie Ziemi jałowej

Utwór stanowi montaż różnych obrazów, wątków i motywów, zaczerpniętych przeważnie z klasyki literatury światowej.
Eliot nawiązuje do dzieł Geoffreya Chaucera, Williama Szekspira, Olivera Goldsmitha, Owidiusza, Charles’a Baudelaire’a, Gerarda de Nerval i Thomasa Kyda. Pierwszy wers poematu jest aluzją do pierwszej linijki Opowieści kanterberyjskich Chaucera, natomiast w końcowym akapicie utworu przywołany zostaje podtytuł Tragedii hiszpańskiej Kyda, którego Eliot wysoko cenił jako dramaturga.
Eliot wykorzystał różnorodne źródła inspiracji. Odwołał się zarówno do tradycji zachodnioeuropejskiej, klasycznej i chrześcijańskiej, jak i dalekowschodniej, buddyjskiej. W poemacie nie ma jednego, jasno określonego bohatera, występuje w nim wiele postaci, na przykład Madame Sosostris, wróżka, Phlebas, Fenicjanin, który utonął oraz znany z mitologii greckiej Tejrezjasz, człowiek, który był w ciągu swojego życia zarówno mężczyzną, jak i kobietą. W scenerii poematu ważną rolę odgrywa Nierzeczywiste miasto (Unreal City). Utwór kończy się przywołaniem indyjskich słów Datta. Dayadhvam. Damyata. (Dawaj. Współczuj. Kontroluj.), a następnie Shantih, shantih, shantih. (Śanti, śanti, śanti). W filozofii hinduskiej i buddyjskiej Śanti to wewnętrzny spokój człowieka.

## Znaczenie
Ziemia jałowa Eliota jest najbardziej znanym jego dziełem. Poemat powszechnie uważa się za jeden z najważniejszych i najbardziej wpływowych utworów poetyckich XX  wieku. Wysoka ranga utworu jest powszechnie uznawana nie tylko w świecie anglosaskim, ale i w innych krajach. Początkowo utwór wzbudzał kontrowersje. Jedni krytycy uważali, że jest zbyt trudny i nazbyt erudycyjny, inni chwalili go za nowoczesność. Przemysław Mroczkowski stwierdził, że poemat jest bardzo wymagający w stosunku od czytelnika, który potrzebuje do jego zrozumienia ogromnej erudycji z różnych kręgów kulturowych. Uznał też za paradoks to, że tak zawiły utwór literacki stał się dziełem tak wpływowym.

## Przekłady
Ziemia jałowa należy do najczęściej tłumaczonych dzieł klasyki światowej. Jako pierwszy na język polski poemat Eliota przełożył w czasie II wojny światowej Czesław Miłosz. Później dzieło poety tłumaczyli m.in. Adam Pomorski i Krzysztof Boczkowski.